# Anolis tropidogaster
Anolis tropidogaster (тропічний аноліс) — вид ігуаноподібних ящірок родини анолісових (Dactyloidae). Мешкає в Колумбії, Панамі і Венесуелі.

## Поширення і екологія
Тропічні аноліси мешкають на рівнинах і в передгір'ях на півночі Колумбії, на крайньому сході Панами (Дар'єн) та на заході Венесуели Сулія). Вони живуть у вологих тропічних лісах, на висоті до 820 м над рівнем моря.